# 山 (さいたま市)
山（やま）は、埼玉県さいたま市見沼区の大字。また、山から分離して成立した、大字見山（みやま）についても当項目で扱う。郵便番号は山は337-0025、見山は337-0036。

## 地理
さいたま市見沼区の南部に位置する。大字山は見沼由来の低地が東部と西部に若干あるほかは大宮台地上に位置する。東西に大字山の飛地が複数存在する。また、大字山の区域内に大字片柳の飛び地が複数存在する。北西部の大字御蔵を除き、周囲を大字片柳に囲まれている。
大字見山は全域が見沼由来の低地に位置する耕地整理された農地で、南端を芝川が流れる。東側で片柳二丁目、南側で緑区新宿、西側で緑区三浦や西山新田、北部で大字片柳と隣接する。また、北西部では大字山の飛地とも隣接する。大字山・見山とも全域が市街化調整区域である。
至近に駅はないが、大宮駅や浦和駅までの路線バスが通っている。

## 歴史
もとは江戸期より存在した武蔵国足立郡見沼領に属する山村であった。山村の村域は東西に東山分（東山村）と西山分（西山村）に二分されていた。村高は正保年間の『武蔵国田園簿』では54石余（田20石余、畑34石余）、『元禄郷帳』および『天保郷帳』では27石余であった。助郷は日光御成街道岩槻宿組合に出役していたが、寛保・宝暦年間は中山道大宮宿にも出役していた。柿渋が村の特産品であった。地名の由来は地名の通り見沼の低地から当地を望むと山のような高まりに見えたことによる。
- はじめは幕府領で以降変遷なし[6]。なお、検地は1697年（元禄10年）、新田の検地は1731年（享保16年）にそれぞれ実施[6]。
- 1661年（寛文元年）に西山分（西山村）は片柳村（現在の大字片柳西部）に編入された[6]。
- 享保年間に山村の農民が東山分（東山村）の持添新田である東山村新田を開発する[6]。
- 1828年（文政11年）より大門宿寄場34か村組合に所属[6]。
- 幕末時点では足立郡山村および東山村新田であった。明治初年の『旧高旧領取調帳』の記載によると、代官大竹左馬太郎支配所が管轄する幕府領であった[7]。
- 1868年（慶応4年）6月19日 - 幕府領が武蔵知県事・山田政則（忍藩士）の管轄となる。
- 1869年（明治2年）
  - 1月13日 - 武蔵知県事・宮原忠英の管轄区域に大宮県を設置。県庁は東京府馬喰町に置かれる。
  - 9月29日 - 県庁が浦和に置かれ浦和県に改称。
- 1871年（明治4年）11月13日 - 第1次府県統合により埼玉県の管轄となる。
- 1874年（明治7年） - 山村と東山村新田が合併し、新たな山村が成立[8][6]。
- 1879年（明治12年）3月17日 - 郡区町村編制法により成立した北足立郡に属す。郡役所は浦和宿に設置。
- 1889年（明治22年）4月1日 - 町村制施行により、山村は片柳村・東新井村・中川村・笹丸村・御蔵村・染谷村・南中野村・南中丸村・上山口新田・西山村新田・新右エ門新田・加田屋新田と合併し、新たな片柳村となり片柳村の大字山となる[9]。
- 1955年（昭和30年）1月1日 - 片柳村は指扇村・馬宮村・植水村・春岡村・七里村とともに大宮市へ編入[10]。大宮市の大字となる[6]。
- 1977年（昭和52年）12月28日 - 大浦土地改良事業が1975年に完了し[11]、見沼田圃に当たる南部を畑地に転換。大宮市大字山と浦和市大字三室の各一部から、大宮市大字見山が成立[12]。見沼の見と大字山の山を合成した地名である[13]。
- 2001年（平成13年）5月1日 - 大宮市が、浦和市、与野市と合併しさいたま市となり、さいたま市の大字となる。
- 2003年（平成15年）4月1日 - さいたま市が政令指定都市に移行し、見沼区の大字となる。

## 世帯数と人口
2017年（平成31年）1月1日現在の世帯数と人口は以下の通りである。
| 大字 | 世帯数  | 人口  |
| ---- | ------- | ----- |
| 山   | 226世帯 | 538人 |
| 見山 | 2世帯   | 3人   |
| 計   | 228世帯 | 541人 |

## 小・中学校の学区
市立小・中学校に通う場合、学区（校区）は以下の通りとなる。
| 大字 | 番地 | 小学校                 | 中学校                 |
| ---- | ---- | ---------------------- | ---------------------- |
| 山   | 全域 | さいたま市立片柳小学校 | さいたま市立片柳中学校 |
| 見山 | 全域 | さいたま市立片柳小学校 | さいたま市立片柳中学校 |

## 交通
地区内に鉄道は敷設されていない。

### 道路
- 埼玉県道214号新方須賀さいたま線
- 西山通り

### バス
- 国際興業バス
  - さいたま東営業所
    - 大01 ： 大宮駅東口 - 氷川参道 - 芝川新橋 - 日大前 - 浦和大学入口 - 浦和美園駅西口
    - 大02 ： 大宮駅東口 - 氷川参道 - 芝川新橋 - 日大前 - 浦和学院高校
    - 大02-2 ： 大宮駅東口 - 氷川参道 - 自治医大医療センター入口 - 片柳支所 - 浦和学院高校《新道経由》（平日及び土曜の夜間のみ4本）
    - 大02-3 ： 大宮駅東口 - 氷川参道 - 芝川新橋 - 日大前 - 浦和東高校（平日の午後のみ3本）
    - 大03 ： 大宮駅東口 - 氷川参道 - 芝川新橋 - 日大前 - 片柳支所 - 染谷折返場（平日の朝夕のみ）
    - 大81 ： 大宮駅東口 - 氷川参道 - 芝川新橋 - 日大前 - 片柳支所 - さいたま東営業所
（大宮駅東口→さいたま東営業所に深夜バスも運行・平日4本、土曜及び日曜／祝日各1本）
    - 浦08 ： 浦和駅東口 - 駒場運動公園入口 - 浦和パークハイツ - JA埼玉三室前 - 市立病院 - 南台
    - 浦08-2 ： 浦和駅東口 - 駒場運動公園入口 - 浦和パークハイツ - JA埼玉三室前 - 市立病院 - 南台 - 上山 - 染谷新道 - 野田宝永 - さいたま東営業所

## 施設
大字見山は全域が耕地整理された農地と市道であり、橋梁などの河川施設を除き、目立った施設は一切存在しない。
大字山
- 山邑神社
- 常明寺
- 山自治会館
- さいたま若葉園 - 霊園